# 千住新橋
千住新橋（せんじゅしんばし）は、東京都足立区千住と同足立の間の荒川（荒川放水路）に架かる、国道4号（日光街道）の密接する2本の橋である。上り線が1976年竣工の橋、下り線が1981年竣工の橋となっている。

## 概要
荒川の河口から12.6 kmの地点に架かる橋で、右岸は足立区千住五丁目で左岸は足立区足立一丁目に至る。
橋の全長は1981年（昭和56年）竣工の橋は橋長446メートル、幅員15.75メートル、最大支間長120メートルの鋼連続箱桁橋である。河川区域外にある橋の前後にある取付道路は高架橋で、右岸側は1981年（昭和56年）完工した千住新橋右岸取付高架橋と称する橋長135メートル最大支間長45メートルの連続鋼鈑桁橋に接続する。左岸側で首都高速中央環状線がオーバークロスし、千住新橋出入口が橋の近傍にあるが、橋とは直接接続していない。橋は前後のアプローチ区間も含め自転車の車道走行が禁止されており、その旨を示す道路標識も橋の入口に設置されている。
橋の管理者は関東地方整備局 東京国道工事事務所である。また、災害時に防災拠点等に緊急輸送を行なうための、東京都の特定緊急輸送道路に指定されている。

### 諸元
- 形式
  - 上部工 : 鋼連続鋼桁橋（主径間）、鋼単純箱桁橋（側径間）[7]
  - 下部工 : ニューマチックケーソン基礎
- 橋長 : 446.2 m
- 幅員 : 15.75 m（車道13 m、歩道2.75 m） × 2
- 最大支間長 : 120 m
- 支間割 : 72.0 m +（89.5 m + 120 m + 89.5 m）+ 72.0 m[8]
  - 主径間と側径間の間に長さ1メートル、橋と橋台の間に長さ0.6メートルの伸縮継手（フィンガージョイント）がある
- 完成 : 1981年（昭和56年）

## 歴史

### 1924年の橋
橋は1911年（明治44年）から1930年（昭和5年）にかけて荒川放水路を開削した際に行われた荒川改修における最大の付帯事業として河川費および道路改良費の国庫補助を受け、分断される国道第4号陸羽街道に架けられた荒川放水路における初の永久橋（鉄橋）である。
当初は河川費の補助を受けて25万6460円の工費を以って幅員4間（約7.273メートル）の木橋を架ける予定であった。道路法の施行により1920年（大正9年）4月1日に国道の改良において将来の趨勢を加味し、国道施設である橋の工事費において河川費の補助を超える部分の補填金として道路改良費の補助が得られたため鉄橋として架けることとなった。
橋は1921年（大正10年）12月着工された。
上部工の施工は横河橋梁（現、横河ブリッジ）が請負い、1921年（大正10年）12月八幡製鐵所の鋼材を使用して鋼鈑桁の製作に着手され、1922年（大正11年）12月完工した。
下部工の施工は東洋道路工事株式會社が請負うことになり1921年（大正10年）12月に契約を締結し、1922年（大正11年）1月起工された。
下部工の基礎は浮基礎で、長さ6メートルの松杭が使用されていた。橋脚は鉄筋コンクリート製で、低水路、低水路と高水敷の中間、右岸高水敷、左岸高水敷と設置場所に応じて4種類が製作された。また橋脚に照明柱が建てられていた。
施工は低水路および右岸高水敷が軟弱地盤のため、設計変更が生じて工費が膨らんだ。1923年（大正12年）9月請負を解除し、残工事は東京府の直営となり1923年（大正12年）12月工事を再開し、残部の施行に着手した。
橋は1923年（大正12年）9月1日に関東大震災が発生して工事に影響を与えるなどしたが、1924年（大正13年）5月完工された。総工費は104万1971.736円で国庫補助はその三分の二であった。
橋長1500呎（251.5間 : 約457.2メートル）、総幅員38呎（約11.582メートル）、有効幅員36呎（約10.972メートル）最大支間長75呎2.5吋（約22.924メートル）の23径間の単純鋼鈑桁橋（プレートガーダー）である。径間割は39呎4吋（約11.989メートル）が2連、65呎4吋（約19.914メートル）が16連、75呎2.375吋（約22.920メートル）が4連、75呎2.5吋（約22.924メートル）が1連の計23連である。
床版は鉄筋コンクリート製でその鉄筋には米国製のものが使用されていた。
舗装は松木塊舗装である。また、将来を見越して左右に9呎（約2.743メートル）の歩道を増築できる構造にし、また有効幅員36呎の内、都電を通すための幅員16呎（約4.877メートル）の複線の軌道敷が考慮されていた。
橋面の横断面および縦断面がパラボラ（放物線）状になっておりは横断勾配は72分の1（約1.59パーセント）、縦断勾配は300分の1（約0.33パーセント）である。橋面の高さは32尺2寸3分3厘（約9.703メートル）である。高欄の高さは3呎6吋（約1.07メートル）で、地覆は花崗岩製である。橋詰にある親柱は花崗岩造りで橋名のほか架設年月や来歴が彫り込まれ、電灯が設置されていた。
千住新橋は1924年（大正13年）6月20日に開通した。
また、橋開式（開通式）は快晴の下、千住新橋開橋式協賛會により同日11時より左岸側堤防上にて挙行され、降神の儀や玉串拝礼などの神事や来賓の祝辞ののち、三組の三世代家族を先頭に右岸より1往復するように渡り初めの儀が行なわれた。また河川敷に祝賀会場が設けられ、屋台等が出店するなどの様々な余興が行なわれた。千住町はその開通を記念して毎年開通日の6月20日に花火を打ち上げるようになった。橋名は、同じ千住地区に以前よりある千住大橋との対比にちなむ。
この橋は付近一帯の地盤沈下の影響もあり1951年（昭和26年）の堤防の嵩上げに合わせて1956年（昭和31年）橋の嵩上げや拡幅工事に着手され、橋の両側に幅員3メートルの歩道が追加され、幅員は16.8メートル（車道10.8メートル、歩道3メートル×2）に拡幅され、1958年（昭和33年）完工した。
その後地盤沈下の影響により橋が1.2メートルから2.0メートル沈下して波打つようになり、伸縮継ぎ手で段差が生じて激増する交通量と相まって床版を傷めるなど老朽化を加速させた。

### 1976年・1981年の橋
橋が老朽化したことと東京湾高潮防御計画の一環として1968年（昭和43年）より調査に着手され、1972年（昭和47年）から第一期工事として橋の架け替えに着手し、すぐ下流側の位置に平行して1976年（昭和51年）竣工され、1978年（昭和53年）5月26日に開通した。幅員は15.75メートル（車道13メートル、歩道2.75メートル）。4車線の暫定供用である。上部工の施工は日本鋼管（現、JFEエンジニアリング）および宮地鉄工所（現、宮地エンジニアリング）が行なった。下部工の施工はニューマチックケーソン工法が用いられた。
新橋の開通後に第二期工事として旧橋が撤去された後、旧橋の場所に同規模の橋が並行して架けられて1981年（昭和56年）竣工された。上部工の施工は川田工業（現、川田テクノロジーズ）、日本鉄塔工業（現、JST）、三井造船が行なった。また、右岸側の取付高架橋の施工は桜田機械（サクラダ）が行なった。
橋は1983年（昭和58年）3月7日に開通し、上り・下り2本に分かれた新しい橋が完成した。

## 周辺
荒川放水路は当初の計画では隅田川に沿って千住町の南側を通る計画であったが、現在の町の北側を迂回する流路に変更された。
- 荒川河川敷運動公園
- 荒川千住新橋緑地
- 西新井橋緑地
- 千住新橋出入口
- 足立区立図書館
- 足立区立足立小学校
- 足立区立千寿双葉小学校

## その他
毎年7月ごろ千住新橋周辺の河川敷で「足立の花火」と称した花火大会が開催されるが、これは明治時代に千住大橋の落成を祝して打上げられた花火や、1924年（大正13年）8月13日に千住新橋の開通を記念して開催された「千住の花火大会」がその起源である。

## 風景

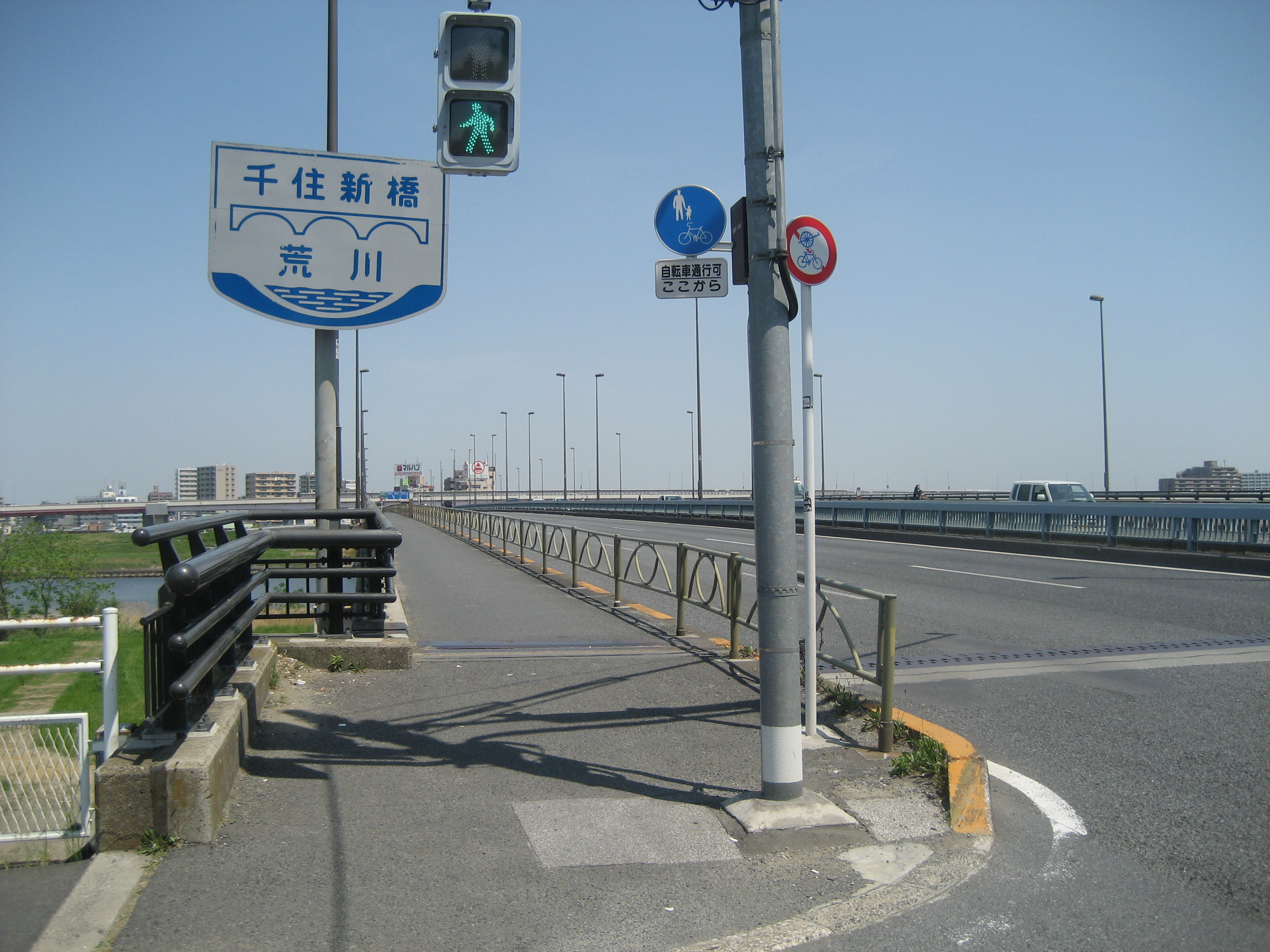
千住側から首都高速中央環状線方向を撮影
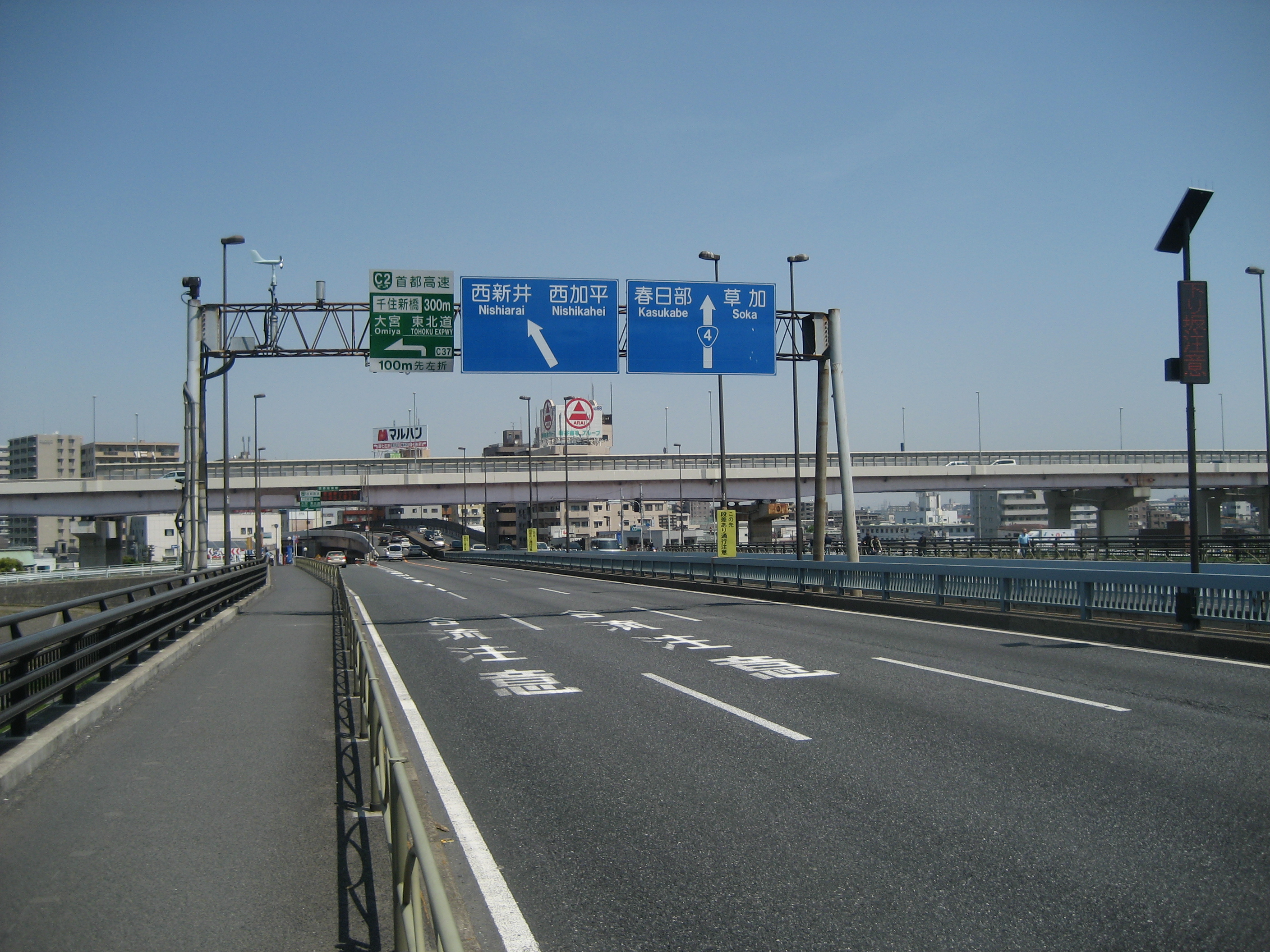
草加方面（上の高架は首都高速中央環状線
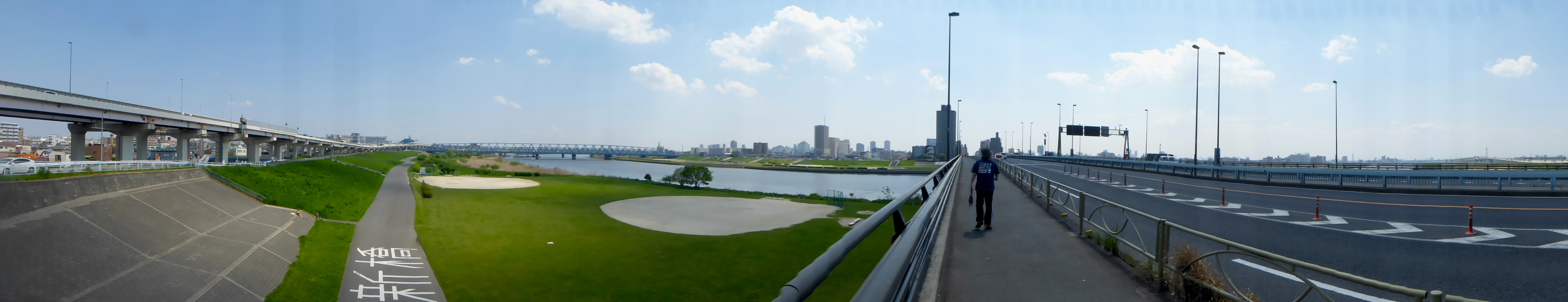
パノラマ

## 隣の橋
- 荒川

（上流） - 日暮里・舎人ライナー荒川橋梁 - 西新井橋 - 千住新橋 - 東京メトロ千代田線荒川橋梁 - 常磐線荒川橋梁 - （下流）